# كنار سبز (غرمسار كرمان)
کنار سبز (بالفارسية: کنارسبز) هي منطقة سكنية تقع في إيران في قسم غرمسار الریفي. يقدر عدد سكانها بـ 46 نسمة .